# 石门乡 (怀化市)
石门乡，是中华人民共和国湖南省怀化市鹤城区下辖的一个乡镇级行政单位。

## 行政区划
石门乡下辖以下地区：
金海村、阳塘村、新街村、月塘村、塘底村、山下村、板山村、清水井村、双村、大桥村、岩添村、梨头元村和四方田村。